# Гірський кутозуб
Гірський кутозуб (Batrachuperus) — рід земноводних родини Кутозубі тритони ряду Хвостаті. Має 6 видів.

## Опис
Загальна довжина представників цього роду від 15 до 26,5 см. Спостерігається статевий диморфізм: самці більші за самиць. Голова масивна, сплощена. Очі витрішкуваті. Губні складки по краях щелеп виражені, на підборідді є поздовжня шкірна складка, під'язикова складка плавних дугоподібних обрисів. Язик овальний, подовжений. Тулуб кремезний. Кінцівки кремезні з 4 пальцями на обох лапах. Ороговілі покриви є на підошовних поверхнях долонь і стоп, пальців, або тільки на пальцях. Хвіст майже дорівнює за довжиною тулубові, у низки видів доволі широкий, сплощений з боків.
Забарвлення коричневе, оливкове з різними відтінками. По спині й боках можуть бути розкидані чорні цяточки або крапочки.

## Спосіб життя
Полюбляють гірські місцини, швидкі річки та струмки із щільною рослинністю. Зустрічаються на висоті від 1260 до 4250 м над рівнем моря. Активні вночі. Живляться водними безхребетними.
Це яйцекладні амфібії.

## Розповсюдження
Мешкають у Китаї та М'янмі.

## Види
- Batrachuperus daochengensis
- Batrachuperus karlschmidti
- Batrachuperus londongensis
- Batrachuperus pinchonii
- Batrachuperus taibaiensis
- Batrachuperus tibetanus
- Batrachuperus yenyuanensis